# Museu Francesc Boncompte
El Museu Francesc Boncompte, o simplement Museu Boncompte es troba al carrer de Sant Cristòfol de la vila de Ponts, al Prepirineu.
És un dels museus més inusuals de les comarques de Lleida. Sota el nom de Francesc Boncompte, s'agrupa un gran arsenal d'armes de foc i blanques de totes les èpoques. De fet es tracta d'una exposició permanent més que d'un museu. Una curiosíssima col·lecció d'objectes diversos que va començar a prendre forma als anys cinquanta, quan el senyor Boncompte va iniciar-se en la restauració d'armes de foc.
A banda de la secció de guerra, que és la més important, altres apartats interessants són: motos antigues, instruments de diversos oficis classificats per oficis i temes, joguines antigues i altres objectes inclassificables.